# Zaur Qarayev
Zaur Qarayev (25 giugno 1968) è un ex calciatore azero, di ruolo centrocampista.

## Carriera

### Nazionale
Ha collezionato sei presenze con la propria Nazionale.

## Statistiche

### Cronologia presenze e reti in Nazionale
| Cronologia completa delle presenze e delle reti in nazionale ― Azerbaigian | Cronologia completa delle presenze e delle reti in nazionale ― Azerbaigian | Cronologia completa delle presenze e delle reti in nazionale ― Azerbaigian | Cronologia completa delle presenze e delle reti in nazionale ― Azerbaigian | Cronologia completa delle presenze e delle reti in nazionale ― Azerbaigian | Cronologia completa delle presenze e delle reti in nazionale ― Azerbaigian | Cronologia completa delle presenze e delle reti in nazionale ― Azerbaigian | Cronologia completa delle presenze e delle reti in nazionale ― Azerbaigian |
| Data                                                                       | Città                                                                      | In casa                                                                    | Risultato                                                                  | Ospiti                                                                     | Competizione                                                               | Reti                                                                       | Note                                                                       |
| -------------------------------------------------------------------------- | -------------------------------------------------------------------------- | -------------------------------------------------------------------------- | -------------------------------------------------------------------------- | -------------------------------------------------------------------------- | -------------------------------------------------------------------------- | -------------------------------------------------------------------------- | -------------------------------------------------------------------------- |
| 17-9-1992                                                                  | Gurjaani                                                                   | Georgia                                                                    | 6 – 3                                                                      | Azerbaigian                                                                | Amichevole                                                                 | -                                                                          |                                                                            |
| 25-5-1993                                                                  | Ganja                                                                      | Azerbaigian                                                                | 1 – 0                                                                      | Georgia                                                                    | Amichevole                                                                 | -                                                                          |                                                                            |
| 6-6-1993                                                                   | Tehran                                                                     | Azerbaigian                                                                | 2 – 0                                                                      | Tagikistan                                                                 | ECO 1993                                                                   | -                                                                          |                                                                            |
| 7-6-1993                                                                   | Tehran                                                                     | Azerbaigian                                                                | 3 – 2                                                                      | Kirghizistan                                                               | ECO 1993                                                                   | -                                                                          |                                                                            |
| 8-6-1993                                                                   | Tehran                                                                     | Kazakistan                                                                 | 3 – 3                                                                      | Azerbaigian                                                                | ECO 1993                                                                   | -                                                                          |                                                                            |
| 2-9-1994                                                                   | Chișinău                                                                   | Moldavia                                                                   | 2 – 1                                                                      | Azerbaigian                                                                | Amichevole                                                                 | -                                                                          |                                                                            |
| Totale                                                                     |                                                                            | Presenze                                                                   | 6                                                                          |                                                                            | Reti                                                                       | 0                                                                          |                                                                            |